# Siswā Bāzār
Siswā Bāzār är en ort i Indien.   Den ligger i distriktet Maharajganj och delstaten Uttar Pradesh, i den nordöstra delen av landet, 700 km öster om huvudstaden New Delhi. Siswā Bāzār ligger 100 meter över havet och antalet invånare är 19 939.
Terrängen runt Siswā Bāzār är mycket platt. Runt Siswā Bāzār är det tätbefolkat, med 982 invånare per kvadratkilometer. Närmaste större samhälle är Maharajganj, 19,3 km väster om Siswā Bāzār. Trakten runt Siswā Bāzār består till största delen av jordbruksmark.